# Нансо Сатомі хаккен-ден

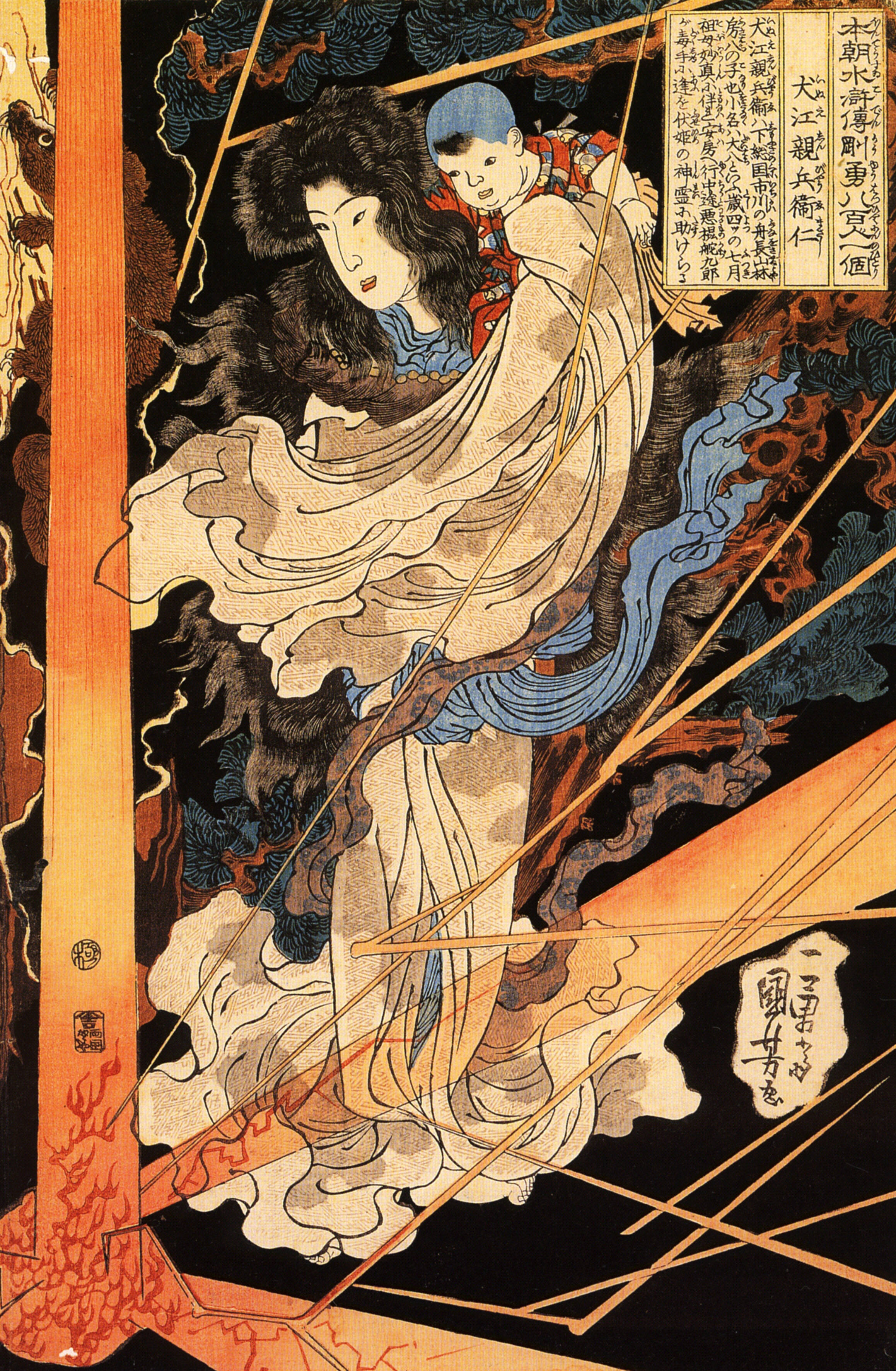
Пані Фусе рятує малолітнього Інуе Сінбея від блискавки. Іллюстврація Утаґави Кунійосі до «Переказу про вісім собак».

Нансо Сатомі хаккен-ден (яп. 南総里見八犬伝, なんそうさとみはっけんでん, «Переказ про вісім собак Сатомі з південної Ави») — японський історично-фантастичний роман в стилі йоміхон, написаний Кьокутеєм Бакіном на початку 19 століття. Складається з 106 книг. Видавався протягом 1814—1842 років. Ілюстрації до роману виконували провідні японські художники Янаґава Сіґенобу, Кейсай Ейсен, Утаґава Садахіде та інші. Скорочена назва роману — «Переказ про вісім собак Сатомі» (里見八犬伝, Сатомі хаккен-ден) або «Переказ про вісім собак» (八犬伝, Хаккен-ден).

## Короткі відомості
«Переказ» розповідає як 1441 року самурайський полководець Сатомі Йосідзане програв битву на Сході Японії. Він повернувся до рідної провінції Ава й відновив свій рід. Землі полководця страждали від нападів сусіда Андзая Каґецури, але в одній з битв ворожого володаря загриз Яцуфуса, вірний собака Йосідзане. Як нагороду полководець подарував собаці свою улюблену доньку пані Фусе, з якою той одружився. Одного разу, перебуваючи в печері Тояма, вона поєдналася з Яцуфусою й з її лона вийшла біла пара і вісім перлин із ієрогліфами, що позначали конфуціанські чесноти: чоловіколюбство, справедливість, ввічливість, мудрість, вірність, віра, синівська покора і слухняність. Незабаром в різних кінцях провінції з'явилося вісім воїнів-собак, що були дітьми пані Фусе — Інудзука Сіно, Інукава Сосуке, Інуяма Досецу, Інукаї Ґенпаті, Інута Кобунґо, Інуе Сінбей, Інусака Кено й Інумура Дайкаку. Пройшовши через турбулентні випробовування, вони зібралися разом і стали васалами роду Сатомі. Між тим сьоґунські радники Оґіґаяцу Садамаса та Ямауті Акісада зібрали величезне військо, щоби знищити Сатомі. За допомогою чарів воїни-собаки розбили нападників і здобули перемогу. Тоді радники підписали із Сатомі мир, а воїни-собаки отримали в нагороду вісім шляхетних панянок, із якими взяли шлюб. На старості легендарна вісімка стала відлюдниками і оселилася в печері Тояма.
Текст «Переказу» написано змішано: старояпонською із вкрапленнями класичної китайської мови. Структура твору вибудувана так, аби тримати читача в постійні напрузі. Провідними ідеями роману є конфуціанский постулат про перемогу добра над злом та буддистське вчення про карму. Незважаючи на критику «Переказу» наприкінці 19 століття, він залишається популярним твором в Японії понад сотню років. Йому присвячена велика кількість літературних пародій, фільмів, аніме та телепередач.